# Epina
Epina és un gènere d'arnes de la família Crambidae.

## Taxonomia
- Epina alleni (Fernald, 1888)
- Epina dichromella Walker, 1866